# ケフィア

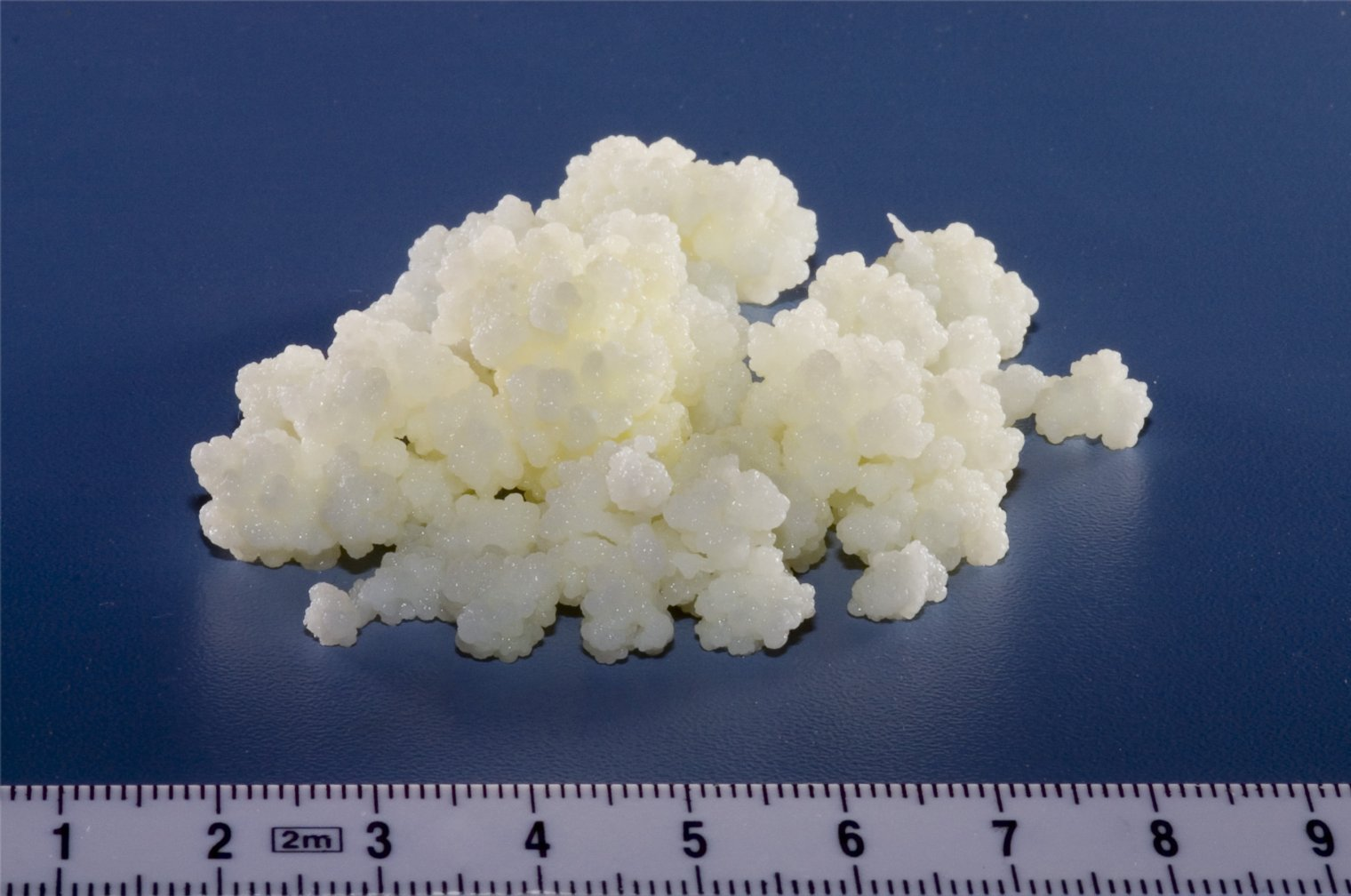
ケフィアグレイン

ケフィア（ロシア語: кефи́р、kefir） は、カフカース地方を起源とする、発酵した乳飲料である。日本では「ヨーグルトきのこ」とも呼ばれる。ロシア語名に従ってケフィールとも呼ばれる。

## 概要
ケフィア粒という種菌を牛やヤギ、羊の乳に植えることで作られる。伝統的なケフィアは、ヤギ皮の袋にミルクとケフィアグレインを入れ、戸口の近くにぶら下げて作られていた。人々が戸口を通る際に袋と触れたり当たったりするために、中のミルクとケフィアグレインがよく混ざり続けたのである。
ケフィアグレインは酵母や真正細菌の結合体である。この共生母体はカリフラワーに似た形状を形作っている。1990年代以降は、抗腫瘍活性などに利点があるという研究報告により、商品化が進んだ。
伝統的なケフィアは概して常温で一晩かけて発酵させる。ラクトースの発酵により、酸・炭酸・そして僅かなアルコールが生じ、薄いヨーグルトと同程度の濃度の飲み物が出来上がる。20世紀初期に小規模な乳製品加工場で作られていたケフィアは、1パーセントから2パーセント程度のアルコール濃度に発酵していたが、近代的な製造方法で商用に作られるケフィアのアルコール濃度は1パーセント以下である。これは発酵時間が減少したためと考えられている。
しばしばカスピ海ヨーグルトと混同されがちだが、酢酸菌類の有無などから別物である。

## 亜種
他の似たような種類の飲料も存在するが、これらは見た目や微生物の配合の点でケフィアと著しく異なっているであろう。ウォーター・ケフィアとも呼ばれるティビコスは砂糖水やイチジク類の乾燥果物、レモン汁の中で室温にて1日またはそれ以上で菌が成長する。

## 製造
慣習的なケフィアの製造には、真正細菌と酵母のゼリー質の集合体であるケフィアグレインが必要とされる。このケフィアグレインには糸のような質感で口の中でもそれが感じ取れる、「ケフィラン」として知られる水に溶けやすい多糖が含まれている。ケフィアグレインは発酵の中で成長し、さらなるグレインが産出されるのである。グレインは白色から黄色に見え通常はクルミ大の大きさであるが、米粒と同じくらいの大きさの場合もある。
製品を保存している間も発酵は続き、ガスが発生し続けるため、店頭で販売する際は容器にガス抜き用の穴が開いている。日本では食品の梱包は密閉状態でなければならないと食品衛生法で定められているため、生の状態では販売できず、乾燥してカプセル剤などに加工されて販売されている。

## 健康への影響
家庭で作る場合は植え継ぎを行うと大腸菌などの食中毒の原因となるいくつかの雑菌の混入を防ぐ事は出来ず、大腸菌などに汚染されても見た目で判別する事は出来ないと指摘されている。
単純に発酵の期間を短くまたは長くすることで、栄養物の含有量を変更することができる。しかしどちらの長さでも、それぞれ異なった健康への利点がある。例えば、かなり熟成させたケフィア（酸味が増加する）は葉酸の含有量が著しく増加する。また、ケフィアはラクトースの消化を助ける役割も果たすため、ラクトースに耐性の無い人々にとっては他の乳製品より適した食品となっている。その他、ケフィアに入っているケフィランもネズミの血圧の上昇を抑えたり血液中のコレステロール水準を下げる効果を示しているという。肺癌細胞移植マウスにケフィアを投与したところ腫瘍増殖抑制効果を示した。加熱殺菌したケフィアでも抑制効果を示した。これはケフィアに含まれている多糖または非還元糖を含む区分の効果であることを示唆している。

## 飲用
ケフィアをストレートに飲む人がいる一方でそのままでは酸味が強すぎるために果物やハチミツ、メープルシロップや他の甘味料を加えて飲むのを好む人々も多い。凍らせたバナナやイチゴ、ブルーベリーや他の果物をケフィアと混ぜミキサーに入れスムージーを作って飲むことも可能である。中にはバニラやリュウゼツランの果汁等の風味を加えて飲む例もある。また、シリアルやグラノーラの上にミルクの代わりとしてケフィアをかける人もいる。ケフィアはまた安価で健康な飲み物として人気が高い旧ソビエト連邦の位置していた地域全体でも、やはりミルクの代わりに飲む朝食の飲み物として典型的でどこでも手に入る飲料となっている。また、5 - 6パーセント程度の砂糖を加えた牛乳を使用し長時間発酵させると分離してくるが、これは酵母によるアルコール発酵であり、風味の良い発泡性の乳飲料となる。アルコールは1パーセント未満であり、酒税法違反にはならない。

## 料理での使用
ケフィアはリトアニアのビートの冷製スープ、シャルティバルシュチャイ には欠かせない材料の1つである。また、ロシアの夏のスープサラダ・オクローシカにクワスと共にベースとして使われる。水切りしたケフィアは、ヨーグルトを水切りしたものと同様に料理や菓子に利用出来る。ケフィアを使用した他の種類のスープや料理は、以前ソビエト連邦が形成されていた地域全体において広く人気のあるものである。これはかつてソビエト連邦において、牛のミルクから作られたケフィアが雑貨店や日用品店でも至る所で手に入ったためではないかと考えられている。

## 使用するミルクの種類

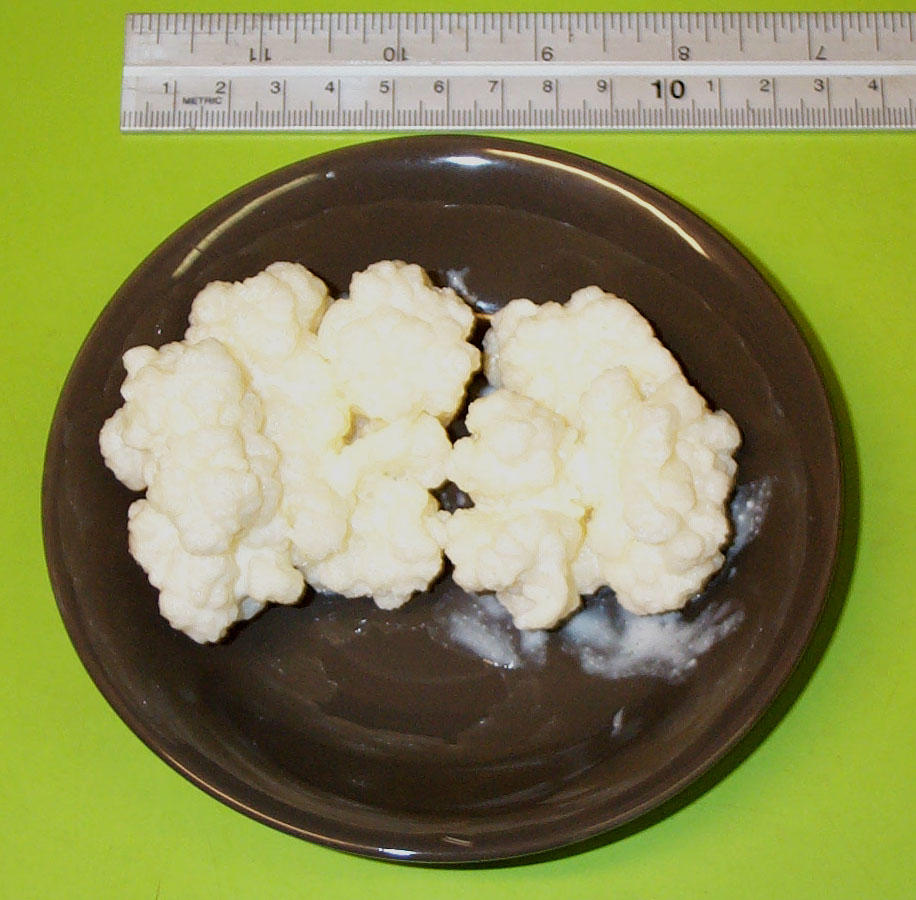
90グラムのケフィアグレイン

ケフィアグレインはほとんどの哺乳類から出るミルクの中でうまく発酵すると思われ、またグレインの成長も続くだろうと考えられている。使用されるミルクの典型としては牛乳やヤギ・羊の乳が含まれ、それぞれ感覚上・栄養上の性質が異なっている。
加えて豆乳や米乳、ココナッツミルクの他、フルーツジュースやヤシの水、麦芽汁、ジンジャー・ビールほか糖分を含んだ液体等、哺乳類から産出されていない「ミルク」でもケフィアグレインは発酵することがある。しかし、菌の成長要素として不可欠な真正細菌（哺乳類のミルクには入っている）を含んでいない媒体が使用された場合、グレインが成長を中止してしまう恐れがあるため発酵させる際に新しい液体を試す場合は余ったケフィアグレインを使用すると良い。
しかし乳糖はグレイン（ケフィラン）を作り出す多糖の統合に不必要であり、科学的研究によりコメの加水分解物（英語版）が代用の媒体として適しているという論証もなされた。それに加え、豆乳はその異なったタンパク質のために見た目や大きさを変化させるにもかかわらずケフィアグレインが豆乳を発酵させる際に再生することも示された。